# 11122 Eliscolombini
11122 Eliscolombini eller 1996 RQ2 är en asteroid i huvudbältet som upptäcktes den 13 september 1996 av San Vittore-observatoriet i Bologna. Den är uppkallad efter Elis Colombini.
Asteroiden har en diameter på ungefär 3 kilometer och den tillhör asteroidgruppen Nysa.